# Мертель, Алеш
Алеш Мертель (словен. Aleš Mertelj; 22 марта 1987, Крань) — словенский футболист, игравший на позиции полузащитника. Выступал за сборную Словении.

## Клубная карьера
Начал играть за клуб из родного города «Триглав», пока его не приобрел «Копер». Провел 35 матчей, забил 3 гола, после чего перешёл в «Марибор».

## Международная карьера
Дебютировал за сборную 26 мая 2012 года, выйдя на замену за 6 минут до конца матча с Грецией.

## Семья
У него есть сестра и старший брат Сэнди, профессиональный игрок в водное поло.

## Достижения
«Марибор»
- Чемпион Словении (6): 2010/11, 2011/12, 2012/13, 2013/14, 2014/15, 2016/17
- Обладатель Кубка Словении (4): 2009/10, 2011/12, 2012/13, 2015/16
- Обладатель Суперкубка Словении (4): 2009, 2012, 2013, 2014